# DB-Baureihe ET 56
Die Elektrotriebwagen der Baureihe ET 56, ab 1968 Baureihe 456 der Deutschen Bundesbahn, wurden für Nahschnellverkehrszüge im süddeutschen Raum konzipiert. Sie bestanden aus zwei Triebwagen und einem kurzgekuppelten Mittelwagen. Der Zug führte die erste und zweite Wagenklasse. Eingestellt wurden Fahrzeuge unter der Bauartbezeichnung ET 56 (Triebwagen) bzw. EM 56 (Mittelwagen). Eingesetzt wurden sie vorwiegend im Stuttgarter Vorortverkehr sowie rund um Heidelberg.

## Entwicklung

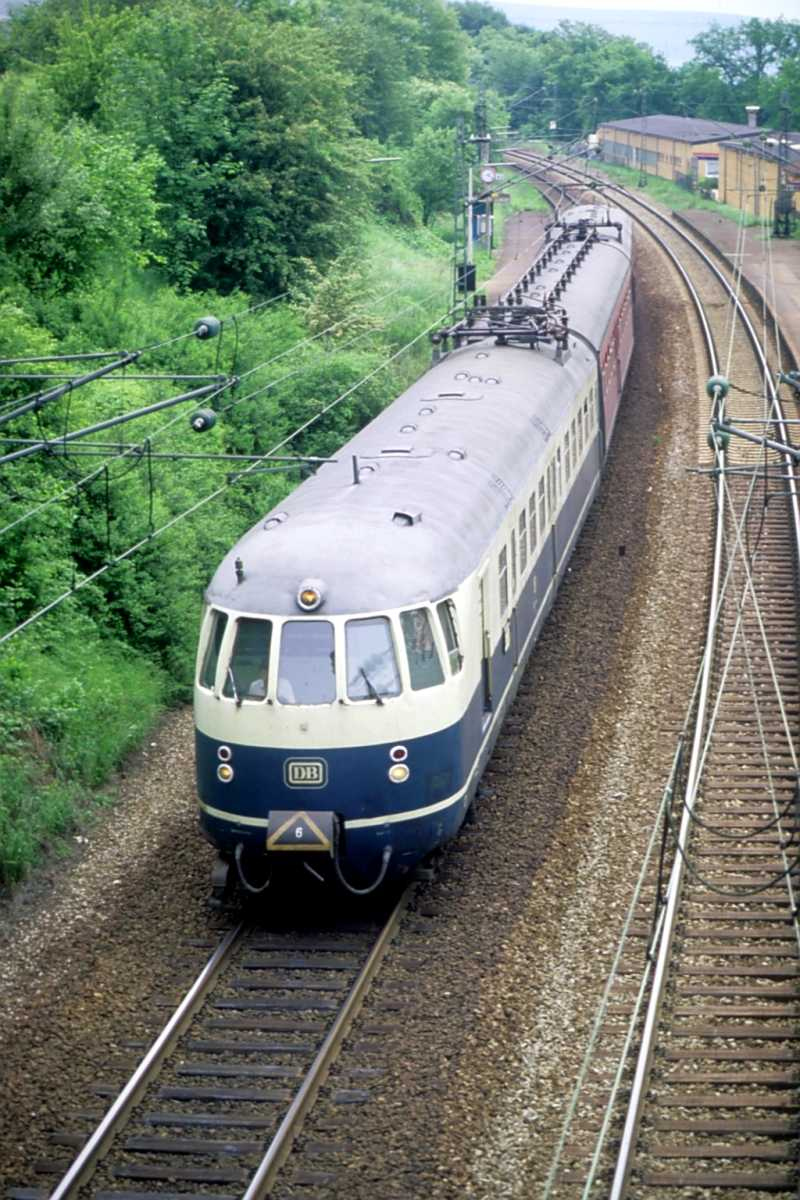
Der letzte eingesetzte 456 war zweifarbig (rot und ozeanblau/beige)

Technisch galt der ET 56 als Übergangsbaureihe von Vorkriegs- zu Nachkriegskonstruktionen. Die Technik basierte in vielen Punkten noch auf der Technologie der Vorkriegsbaureihen ET 25, ET 31/32 und insbesondere ET 55. So wurden Motoren und Transformatoren kriegsbeschädigter Triebwagen dieser Baureihen verwendet. Das Erscheinungsbild entsprach dagegen dem der jungen Bundesbahn, wie es auch die V 200, der VT 085 und der ETA 176 zeigten. Der Führerstand lag etwas niedriger als beim VT 085, was sich in größeren Stirnfenstern äußerte. Die gleiche Kopfform wurde auch im später gebauten ET 30 verwendet.

## Geschichte
1970 wurden alle Triebwagen nach Heidelberg umstationiert. Um sie dort besser einsetzen zu können, wurden die Tatzlagerantriebe überarbeitet und die Übersetzung geändert, so konnten sie 110 km/h erreichen. 1968 wurden die Nummern der Trieb- und Beiwagen auf die neue UIC-Baureihenbezeichnung 456 (bzw. 856 für die antriebslosen Mittelwagen) umgestellt. Ursprünglich waren die Wagenkästen rot, die Dächer grau und die Schürze schwarz lackiert. Um die Stirnfenster zog sich, wie bei den Dieseltriebwagen, ein schwarzes Band. Dieses verschwand aber in den 1970er Jahren. Das in den späten 1970er Jahren übliche ozeanblau-beige Farbkleid erhielt nur der 456 106. Beheimatet waren die Triebwagen stets in Tübingen und Heidelberg.

## Konstruktive Merkmale
Die Wagenkästen waren als selbsttragende Röhren ausgeführt. Sie hatten Schürzen und eine geschlossene Bodenwanne, in der die elektrischen Aggregate untergebracht waren. Die Drehgestelle hatten geschweißte Blechträgerrahmen. Die Wagen einer Einheit waren kurzgekuppelt und hatten Scharfenbergkupplungen an den Stirnfronten, mit deren Hilfe mehrere Einheiten zu längeren Zugverbänden gekuppelt werden konnten.

## Verbleib
Es ist keine Einheit erhalten geblieben.

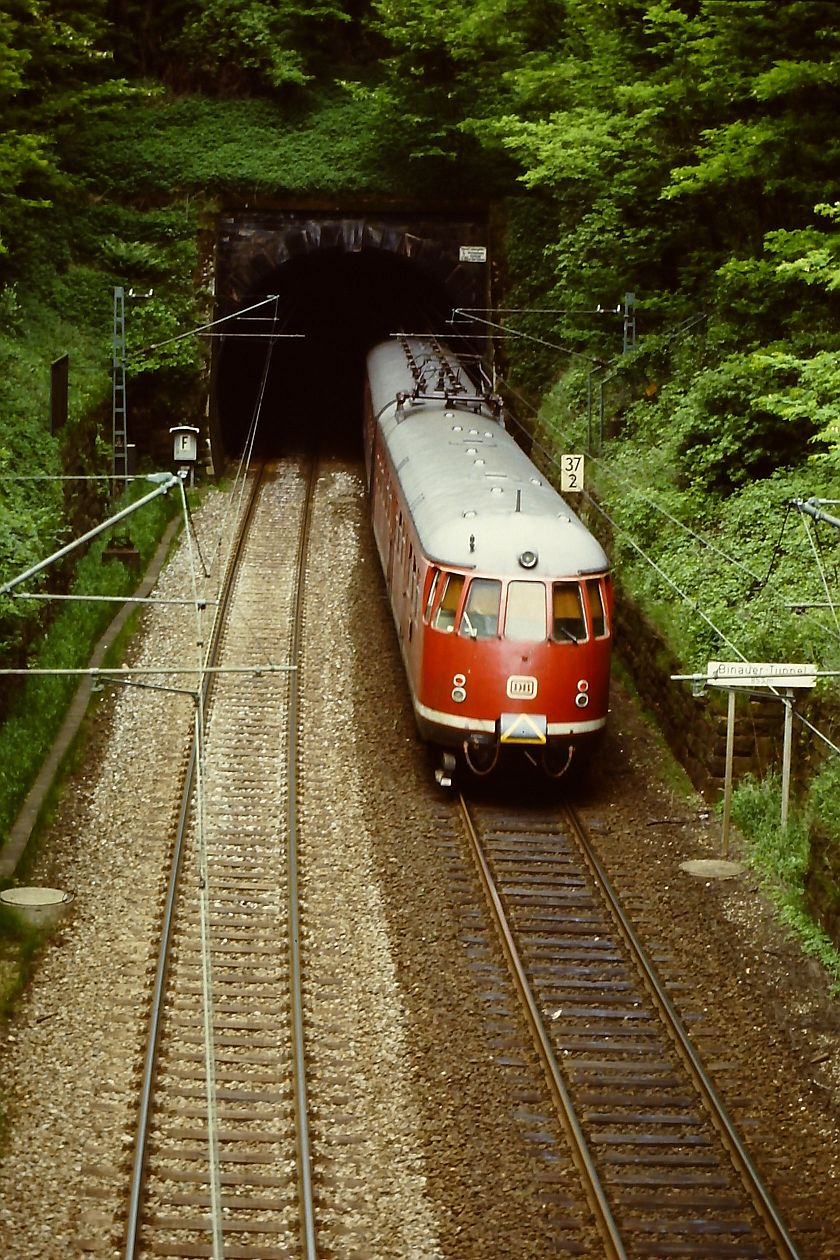
DB-Triebzug der Baureihe 456 bei Einfahrt in den Binauer Tunnel
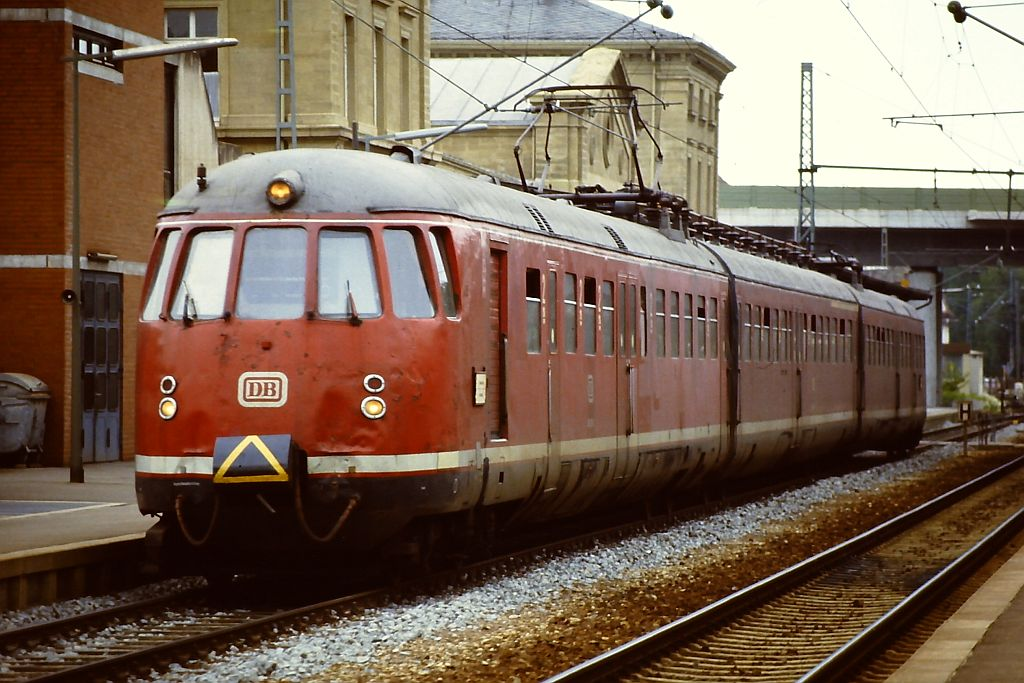
DB-Triebzug der Baureihe 456 im Bahnhof Osterburken
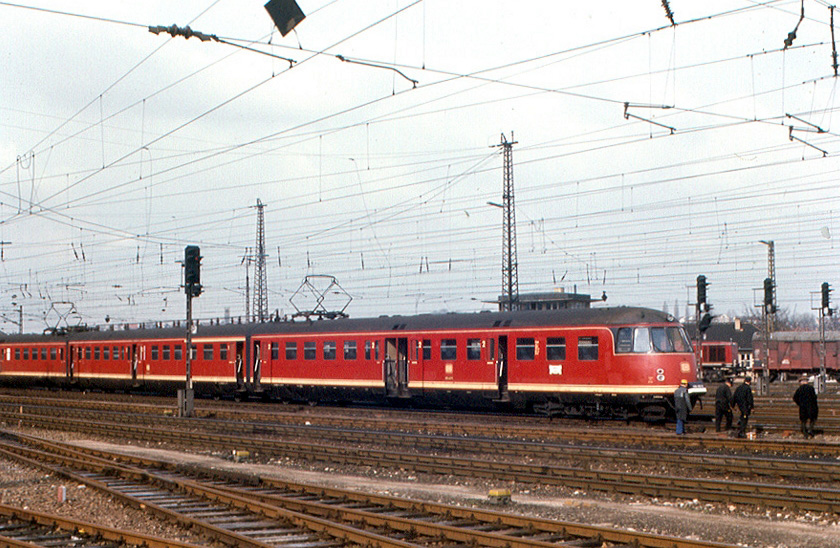
ET 56 in Heilbronn (1970)